# Andrés García la Calle
Andrés García La Calle (2 de abril de 1909 - 1980) foi um aviador espanhol. Militar entre 1929 e 1939, foi líder de esquadrão do primeiro esquadrão de caças da República Espanhola tendo, numa fase mais avançada da Guerra Civil Espanhola, chegado a comandar todas as unidades de combate da Força Aérea da República Espanhola. Abateu onze aeronaves inimigas, o que fez dele um ás da aviação.